# 日本RV協会
一般社団法人日本RV協会（にほんアールブイきょうかい、英: JAPAN RECREATIONAL VEHICLE ASSOCIATION）は、キャンピングカーの普及促進に向けて設立された一般社団法人で、キャンピングカービルダー、ディーラーで結成されている業界団体。本部は神奈川県横浜市港北区。
英語名称はJapan Recreational Vehicle Association、略称はJRVA（ジャルバ）。

## 沿革
公式ウェブサイトによる。
- 1994年3月10日 - 任意団体として設立
- 2010年7月6日 - 一般社団法人に移行
- 2013年 - キャンピングカーアワード設立[2]